# Harriet Hudson
Harriet Hudson (* 23. Januar 1998 in Toowoomba) ist eine australische Ruderin. 2021 wurde sie Olympiadritte im Doppelvierer.

## Sportliche Karriere
Harriet Hudson belegte bei den Junioren-Weltmeisterschaften 2016 den sechsten Platz im Einer. 2017 startete sie bei den U23-Weltmeisterschaften und gewann Silber mit dem Doppelvierer. Im Jahr darauf ruderten Harriet Hudson und Ria Thompson bei den U23-Weltmeisterschaften 2018 auf den fünften Platz im Doppelzweier. 2019 gewannen Giorgia Patten und Harriet Hudson bei den U23-Weltmeisterschaften 2019 die Silbermedaille im Doppelzweier.
Bei der letzten Qualifikationsregatta für die Olympischen Spiele in Tokio, die im Mai 2021 in Luzern ausgetragen wurde, sicherten sich Ria Thompson, Rowena Meredith, Harriet Hudson sowie Caitlin Cronin als Siegerinnen das Olympiaticket. Bei der olympischen Regatta in Tokio belegten die Australierinnen im Vorlauf den vierten Platz und gewannen dann den Hoffnungslauf. Im Finale siegten die Chinesinnen vor den Polinnen und den Australierinnen.
2022 wurde Hudson bei den Weltmeisterschaften in Račice u Štětí Sechste mit dem Doppelvierer. 2023 belegten die Australierinnen den fünften Rang bei den Weltmeisterschaften in Belgrad. 2024 wechselte Hudson in den Doppelzweier. Zusammen mit Amanda Bateman wurde sie Siebte bei der Olympiaregatta in Paris. 
Harriet Hudson begann in Brisbane mit dem Rudersport. 2021 ruderte sie für den Sydney Rowing Club.